# Weiyan Cai
Weiyan Cai, född den 25 oktober 1973, är en kinesisk före detta friidrottare som tävlade i stavhopp.
Cai deltog vid det första världsmästerskapet onomhus i Paris 1997 då hon slutade på en bronsplats med ett hopp på 4,35 vilket då var asiatiskt rekord. Hon deltog även vid inomhus-VM 1999 men hamnade då på en 16:e plats efter ett hopp på 4,05.